# Faerie Tale Theatre
Faerie Tale Theatre (prt/bra: Teatro dos Contos de Fada) é uma série estadunidense produzida entre 1982 a 1987, foi criada pela renomada atriz norte-americana Shelley Duvall. No Brasil, sua distribuição inicial foi atrás em DVD para home-vídeo, e mais tarde, transmitido no canal de televisão aberta TV Cultura como simplesmente Contos de Fada.

## O programa
A ideia era recontar alguns dos Contos de Fadas clássicos, em versões quase cinematográficas, com cenários e figurinos bastante requintados.  A cada episódio era narrado um conto diferente, dentre várias histórias que foram apresentadas estavam Cinderela, Branca de Neve, Rapunzel, O Flautista de Hamelin, e outros já conhecidos. Um dos episódios intitulado Aladdin and His Wonderful Lamp' teve a direção por conta de Tim Burton, com o qual Shelley Duvall já havia trabalhado anos antes em seu curta Frankenweenie de 1986. Já o conto sobre Rip Van Winkle foi dirigido nada mais nada menos por Francis Ford Coppola. Além desses, diversos outros astros do cinema participaram de seus quase 30 episódios, como por exemplo Robin Williams que participou do episódio chamado The Tale of the Frog Prince, Susan Sarandon no epsódio A Bela e a Fera, Matthew Broderick, como o príncipe de Cinderela, James Belushi com o papel de Mário em Pinóquio e Liza Minnelli como a princesa do conto que no Brasil recebeu o título de A princesa e a ervilha, Peter Weller em As Princesas Balarinhas, o cantor Mick Jagger participou como o imperador chines em "O Rouxinol do Imperador", ator Christopher Reeve participou como o príncipe de A Bela Adormecida, a atriz Jennifer Beals participu como a Cinderella, e Leonard Nimoy no episódio Aladim e a Lâmpada Maravilhosa.
Uma característica marcante do programa era a frase dita pela criadora da série, “Olá, eu sou Shelley Duvall. Bem-vindos ao Teatro de Contos de Fadas”, apresentando, a seguir, qual seria a história a ser contada.
Em 2010 a TV Cultura exibiu todos os episódios da série Faerie Tale Theatre, reestreando com o episódio "Aladdin e a Lâmpada Maravilhosa", dirigido por Tim Burton.